# Севіклі-Гіллс (Пенсільванія)
Севіклі-Гіллс (англ. Sewickley Hills) — місто (англ. borough) в США, в окрузі Аллегені штату Пенсільванія. Населення — 689 осіб (2020).

## Географія
Севіклі-Гіллс розташоване за координатами 40°34′5″ пн. ш. 80°7′38″ зх. д. / 40.56806° пн. ш. 80.12722° зх. д. (40.568125, -80.127224).  За даними Бюро перепису населення США в 2010 році місто мало площу 6,55 км², уся площа — суходіл.

## Демографія
Згідно з переписом 2010 року, у селищі мешкало 639 осіб у 240 домогосподарствах у складі 201 родини. Густота населення становила 98 осіб/км².  Було 255 помешкань (39/км²).
Расовий склад населення:
| - 95,5 % — білих - 2,3 % — чорних або афроамериканців - 1,4 % — азіатів |

До двох чи більше рас належало 0,3 %. Частка іспаномовних становила 1,9 % від усіх жителів.
За віковим діапазоном населення розподілялося таким чином: 21,8 % — особи молодші 18 років, 61,9 % — особи у віці 18—64 років, 16,3 % — особи у віці 65 років та старші. Медіана віку мешканця становила 47,6 року. На 100 осіб жіночої статі у селищі припадало 100,9 чоловіків;  на 100 жінок у віці від 18 років та старших — 96,9 чоловіків також старших 18 років.
Середній дохід на одне домашнє господарство  становив 136 657 доларів США (медіана — 113 500), а середній дохід на одну сім'ю — 164 647 доларів (медіана — 135 139). За межею бідності перебувало 4,4 % осіб, у тому числі 4,4 % дітей у віці до 18 років та 6,6 % осіб у віці 65 років та старших.
Цивільне працевлаштоване населення становило 303 особи. Основні галузі зайнятості: освіта, охорона здоров'я та соціальна допомога — 31,0 %, роздрібна торгівля — 13,5 %, виробництво — 10,6 %, науковці, спеціалісти, менеджери — 10,2 %.